# Holstein

Jylland (Jütland) és Észak-Németország. Schleswig és Holstein a mai Schleswig-Holstein tartományban.

Holstein (alnémet nyelven: Holsteen, dánul: Holsten, latinul: Holsatia) egy régió az Elba és az Eider folyó között. A legészakibb német tartomány, Schleswig-Holstein része.
Holstein először Holstein grófságként (németül: Grafschaft Holstein), később Holstein hercegségként létezett (németül: Herzogtum Holstein); ez volt a Német-római Birodalom legészakibb területe. Holstein fővárosa Kiel.
Holstein a Holcetae névből ered, ami egy Hamburgtól nyugatra élő, Elba-parti szász törzs neve volt. A név jelentése: „erdők lakói”.

## Történelme
Holstein lényegében Szász Törzsi Hercegségnek (Stammesherzogtum) az Elba folyótól északra fekvő része. 1110-ig megye (Gau) volt: először a Szász hercegség, később a Szász–Lauenburgi Hercegség, majd a Lübecki püspökség része.

### Schauenburgok
Lothár szász uralkodó herceg 1110-ben Holstein megyét grófság rangjára emelte, és a Schauenburg-háznak adta. Az első gróf I. schauenburgi Adolf volt.
II. Adolf (1128–1164) meghódította Vagriát, III. Adolf († 1225) pedig rövid időre a ditmarsok földjét is megszerezte, de 1201-ben a stellaui csatában a dánok legyőzték. Ő maga is fogságba esett és Holstein ezután mintegy 20 évig II. Valdemár dán király birtokában maradt.
Henrik, Schwerin grófja Lyöe szigetén elfogta Valdemárt, és a megalázó feltételek részeként kényszerítette, hogy mondjon le Mecklenburgról és Holsteinről. Valdemár ezután még hadat indított Lübeck ellen, de 1227-ben, a bornhövedi csatában újabb vereséget szenvedett, úgyhogy kénytelen volt teljesen lemondani az Eidertől délre fekvő országrészekről. A ditmarsok földje a brémai érsekséghez került.
Fehmarn szigetét, a dánok 1248-ban hódítottak meg, és a holsteini grófok csak 1326-ban szerezték vissza. A 14. században ezután elfoglalták Dánia déli részét, Schleswiget is.
IV. Adolf volt az első olyan holsteini gróf, aki birtokait megosztotta fiai között. Leányát, Mechthildet Ábel schleswigi herceghez adta nőül, és ezzel jogot szerzett arra, hogy utódai a schleswigi hercegi család kihalta után Schleswiget is elnyerjék. Ez 1375-ben történt meg, és az öröklést amit I. Margit dán királynő a nyborgi szerződésben el is ismert.
A Schauenburg ház 1459-ben kihalt, ezután 1460-ban a ribei egyezménnyel Schleswig és Holstein (újra) Dániához került.
1474-ben Holsteint hercegséggé emelték, és a Német-római Birodalom (reichsunmittelbar) része lett egészen a birodalom 1806-os felosztásáig.

### A megosztottság időszaka
1490-ben Holsteint Holstein-Segebergre és Holstein-Gottorpra osztották. Holstein-Segeberg a dán királysághoz tartozott, később ezt a területet Holstein-Glückstadtként vagy királyi Holsteinként ismerték. Holstein-Gottorpot, amit hercegi Holsteinnek neveztek, a dán királyi családdal rokonságban álló Oldenburg-ház uralta.
Holstein-Gottorp hercege 1762-ben III. Péterként Oroszország cárja lett, és megtámadta Dániát, hogy megszerezze Holstein-Segeberget és Schleswiget. Péter hatalmát nem sokkal később megdöntötte felesége, Nagy Katalin, a dánok pedig elhatározták, hogy békésen oldják meg a problémát. 1773-ban megvásárolták az Oldenburgok területeit, így Holstein újra egységes lett.

### Politikai zűrzavarok, háborúk
Holsteint nem szállták meg a franciák a napóleoni háborúk idején, mert Dániához tartozott. 1815-től 1864-ig a Német Szövetség tagja volt, bár még mindig Dániával perszonálunióban (Dánia királya egyben Holstein hercege is volt). VII. Frigyes dán király halála után 1863-ban Schleswig és Holstein vitatott terület lett. Az új király, IX. Keresztély nőágon örökölte a trónt. Augustenborg hercege Schleswigre és Holsteinre tartott igényt. A Poroszország és Ausztria által vezetett Német Szövetség háborút indított Dánia ellen. Ez volt a porosz–osztrák–dán háború. Gyorsan, 1864-ben legyőzték a dánokat, és követelték hercegségek átengedését, de azok végül nem kerültek Augustenborg hercegéhez. 1865-ben Poroszország megegyezett Ausztriával, hogy az osztrákok kapják Holsteint, a poroszok pedig Schleswiget. Az egyezménynek az 1866-os porosz–osztrák–olasz háború vetett véget: ezután mindkét hercegség teljes területe Poroszországhoz került, és Schleswig-Holstein tartomány néven összevonták őket.

### Német Birodalom - Német Szövetségi Köztársaság
Az első világháború végégig, 1918-ig a Német Birodalomhoz, majd a weimari köztársasághoz tartozott. 1933-1945-ig a Harmadik Birodalom része. 1949 óta a Német Szövetségi Köztársaság egyik tartománya, Schleswig-Holstein néven.

## Címere

Holstein címere: a stilizált csalánlevél hasonlít Schaumburg címerére

Az ezüst csalánlepedős, piros alapú címer, a Schauenburg-címer. A címer 1111-ben vált Holstein jelképévé. Holstein különböző városai használták a címert, de mind hozzáadtak valami jelet. Például Kiel címerében megkülönböztetésül egy fekete csónak volt. A címer eredetéről sokan írtak már. A vélemények megoszlanak.

## Földrajza
1864-től Holsteint Dánia határolta északon, az Oldenburg Nagyhercegség egy exklávéje, Lübeck városa, és Lauenburg Hercegsége keleten, a Hannoveri királyság és Hamburg városa pedig délen. Határolja még nyugatról az Északi-tenger és a Balti-tenger keletről. Az egyetlen jelentős szigete Fehmarn.
Holstein legnagyobb városai: Kiel, Glückstadt, Rendsburg, Segeberg, Heiligenhafen, Oldenburg in Holstein, és Plön. Ezeknek a városoknak az összterülete 8,385 km².

## Média és oktatás
A legnagyobb regionális újságok a kieli hírek, a lübecki hírek, a Schleswig-Holstein újságkiadónak, SHZnak a területi újságai és az esti újságok Hamburgban. Ezonkívül magán-rádióállomások vannak mint RSH  vagy NORA (az Északi- Balti-tenger-rádió) és csatornákat sugároz Kielben, Lübeckben és Ditmarshban.

## Vallás
A holsteiniek 60 százaléka az evangélikus Nordelbische egyház tagja. Ezenkívül élnek itt katolikusok, zsidók (lübecki zsinagóga) és muszlimok is.

## Fordítás
- Ez a szócikk részben vagy egészben a Holstein című angol Wikipédia-szócikk ezen változatának fordításán alapul.  Az eredeti cikk szerkesztőit annak laptörténete sorolja fel. Ez a jelzés csupán a megfogalmazás eredetét és a szerzői jogokat jelzi, nem szolgál a cikkben szereplő információk forrásmegjelöléseként.
- Ez a szócikk részben vagy egészben a Holstein című német Wikipédia-szócikk fordításán alapul.  Az eredeti cikk szerkesztőit annak laptörténete sorolja fel. Ez a jelzés csupán a megfogalmazás eredetét és a szerzői jogokat jelzi, nem szolgál a cikkben szereplő információk forrásmegjelöléseként.

## Külső hivatkozások
- 1730-as Schleswig-Holstein térkép